# Fun guo
El fun guo (en chino, 潮州粉果 PY cháozhōu fěnguǒ) es un tipo de dumpling al vapor de la región de Chaoshan, en la costa este de Guangdong, una provincia del sur de China.

## Ingredientes
Se rellenan típicamente con cacahuete picado, ajetes, cerdo picado, gamba seca, rábano seco y hongo shiitake. Otros rellenos incluyen cilantro, jícama o daikon seco. El relleno se envuelve en una gruesa capa hecha con una mezcla de harinas o almidón vegetal y agua hirviendo. Aunque la receta para esta masa puede variar, suele consistir de harina de trigo sin gluten (澄面), harina de tapioca (菱粉) y maicena o almidón de patata (生粉). Los dumplings suelen servirse con un platito de aceite de guindilla.

## Cocina de Chaoshan
En el dialecto chaozhou de Min Nan, los dumplings se llaman hung gue (粉餜), pero son más ampliamente conocidos por su nombre cantonés. También se comen en las regiones no chaozhou de Guangdong.

## Cocina hawaiana
En Hawái, el fun guo se denomina pepeiao, ‘oreja’, por su forma.